# Castellfollit de Riubregós
Castellfollit de Riubregós è un comune spagnolo di 222 abitanti situato nella comunità autonoma della Catalogna.